# Бенино-мексиканские отношения
Бенино-мексиканские отношения — двусторонние дипломатические отношения между Бенином и Мексикой. Государства являются членами Организации Объединённых Наций.

## История
Государства установили дипломатические отношения в 1975 году. Политические связи значительно продвинулись вперед после первого визита в Мексику министра иностранных дел Бенина Жана-Мари Эузу в сентябре 2009 года. Министр иностранных дел Мексики пообещал назначить в Бенин посла по совместительству, и в июне 2012 года посол Мексики в Нигерии был аккредитован и для работы в Бенине.
В июне 2012 года во время саммита саммита G-20 в Лос-Кабосе (2012) президент Мексики Фелипе Кальдерон провел встречу с президентом Бенина (и действующим председателем Африканского союза) Яйи Бони. Главы государств договорились укреплять политический диалог и сотрудничество и обменялись мнениями по региональным вопросам. Они также согласились с тем, что саммит лидеров G20 был обогащен участием представителей Африки.
В течение первой половины 2012 года министр иностранных дел Бенина Насиро Бако Арифари трижды посещал Мексику: в качестве председателя Исполнительного совета Африканского союза присутствовал на неформальной встрече министров иностранных дел G-20 в Лос-Кабосе в февраль 2012 года; переговоры с заместителем министра иностранных дел в Мехико в апреле 2012 года; в качестве председателя Исполнительного совета Африканского союза для участия в саммите G-20 в Лос-Кабосе в июне 2012 года.

## Двусторонние соглашения
Между государствами подписано несколько двусторонних соглашений, таких как: Меморандум о взаимопонимании по созданию механизма консультаций по вопросам, представляющим взаимный интерес (2009 год); Соглашение об отмене виз в дипломатических паспортах (2009 год) и Меморандум о взаимопонимании по созданию механизма консультаций по вопросам, представляющим взаимный интерес (2009 год).

## Дипломатические представительства
- Интересы Бенина в Мексике представлены через посольство в американском городе Вашингтоне[3].
- Интересы Мексики в Бенине представлены через посольство в нигерийском городе Абудже[4].